# بيغوده
بيغوده (بالبرتغالية: João Ferreira‏) مواليد 4 أبريل 1922 في بيلو هوريزونتي - الوفاة 31 يوليو 2003 في بيلو هوريزونتي، كان لاعب كرة قدم برازيلي كان يلعب في مركز الدفاع. سبق له أن لعب في كأس العالم لكرة القدم مع منتخب بلاده في مونديال 1950. لعب خلال مسيرته 366 مباراة سجل خلالها 126 هدفاً.

## المسيرة الاحترافية

### أندية لعب لها
- أتلتيكو مينيرو
- نادي فلومينينسي
- نادي فلامنغو

## روابط خارجية
- بيغوده على موقع الاتحاد الدولي (مؤرشف)  (الإنجليزية)
- بيغوده على موقع قاعدة بيانات كرة القدم.إي يو (الإنجليزية)
- بيغوده على موقع ناشيونال فوتبول تيمز (الإنجليزية)
- بيغوده على موقع Soccerway.com (الإنجليزية)
- بيغوده على موقع عالم كرة القدم.نت (الإنجليزية)